# Javier Imbroda
Francisco Javier Imbroda Ortiz (Melilla, 8 gennaio 1961 – Malaga, 2 aprile 2022) è stato un allenatore di pallacanestro e politico spagnolo.

## Biografia
Fu tra il 2001 e il 2002 allenatore della nazionale spagnola e assistente della Lituania. Con 605 partite in ACB, è il sesto allenatore con il maggior numero di partite dirette in ACB. È preceduto nella lista da Aíto García Reneses (1077), Pedro Martínez, Manel Comas (745), Luis Casimiro e Salva Maldonado. 
Il 13 luglio 2018, Javier Imbroda rese pubblica la sua decisione di candidarsi per il partito politico Ciudadanos in Andalusia alle elezioni regionali del 2 dicembre 2018, dove fu eletto deputato al Parlamento dell'Andalusia per la provincia di Malaga. A seguito del patto di governo tra il Partito Popolare e il suo partito, che nominò Juan Manuel Moreno Bonilla presidente della Junta de Andalucía, Javier Imbroda divenne Ministro dell'Istruzione e dello Sport della Junta de Andalucía.
Imbroda è morto nel 2022 per un tumore alla prostata. Era fratello del politico di Melilla Juan José Imbroda.